# Lamberto Dalla Costa
Pour les articles homonymes, voir Dalla Costa.
Lamberto Dalla Costa, né le 14 avril 1920 à Crespano del Grappa et mort le 29 octobre 1982 à Bergame, est un bobeur italien.

## Biographie
Sous-officier à l'Aeronautica Militare, l'armée de l'air italienne, Lamberto Dalla Costa est choisi par le maréchal chargé du recrutement des bobeurs pour ses qualités de vitesse et de puissance. Allié au major Giacomo Conti, il surprend en étant sacré champion olympique de bob à deux aux Jeux olympiques d'hiver de 1956 organisés à Cortina d'Ampezzo en Italie, devant l'autre bob italien piloté par Eugenio Monti. Dalla Costa arrête le bob en 1957,.

## Palmarès

### Jeux Olympiques
- : médaillé d'or en bob à 2 aux JO 1956.